# Olga Nowokszczenowa
Olga Nikołajewna Nowokszczenowa (ros. Ольга Николаевна Новокщенова; ur. 29 listopada 1974 w Moskwie) – rosyjska pływaczka synchroniczna, dwukrotna mistrzyni olimpijska (Sydney, Ateny), mistrzyni świata.
W 1996 wzięła udział w letnich igrzyskach olimpijskich w Atlancie, w ich trakcie pływaczka uczestniczyła w rywalizacji zespołów, razem z reprezentantkami swego kraju z wynikiem 97,26 pkt uplasowała się na 4. pozycji w tabeli wyników. W 2000 wystartowała w letnich igrzyskach olimpijskich w Sydney, w ramach których wystąpiła jedynie w rywalizacji drużyn. W tej konkurencji Rosjance udało się wywalczyć złoty medal dzięki rezultatowi 99,146 pkt. Cztery lata później startowała na letnich igrzyskach olimpijskich w Atenach, na których rywalizowała również jedynie w konkurencji drużyn – razem z zawodniczkami z reprezentacji zdobyła złoty medal dzięki rezultatowi 99,501 pkt.
Dwukrotnie startowała w mistrzostwach świata – złoty medal otrzymała na mistrzostwach w Perth. W latach 1993–2004 na mistrzostwach Europy (Sheffield, Wiedeń, Sewilla, Stambuł, Helsinki, Madryt) wywalczyła sześć złotych medali.